# Сфагнум береговий
Сфагнум береговий (Sphagnum riparium) — вид мохів порядку торфовикальних (Sphagnales).

## Поширення
Батьківщиною є Європа, Північна Америка, Азія.
Зустрічається також у джерелах, канавах, на заболочених луках і на берегах річок. Місця, де він росте, взагалі нічим не примітні. Росте на висотах 10–940 метрів.

## Характеристика
Sphagnum riparium утворює досить великі рослини блідо-зеленого кольору або, на освітлених ділянках, блідо-зелено-коричневого кольору, які макроскопічно можна відрізнити від інших торф'яних мохів. Кінцева брунька чітко розвинена. Чисто зелені або злегка підрум'янені стебла легко ламаються. Повислі язикоподібні стеблові листки завдовжки ≈ 1,4 мм зрізані на кінчику чи розтріпані у неглибоку V-подібну форму. Яйцеподібні, ланцетоподібні листки з довгим загостренням мають довжину від 1,5 до 3 мм і хвилясті, коли висихають, і загнуті назад у формі гачка. Мікроскопічно значущими ознаками є збільшені кортикальні клітини, які утворюють 2–3 шари. Особливий ризик сплутати з Sphagnum fallax, у якого стеблові листки не мають V-подібного розрізу та мають різну форму.